# Petja Stavreva
Petja Stavreva (in bulgaro Петя Ставрева?; Plovdiv, 29 aprile 1977 – Pazardžik, 6 maggio 2024) è stata una politica e giornalista bulgara, europarlamentare dal 2007 al 2009 e deputata dal 2023 al 2024.

## Biografia
Petja Stavreva nacque a Plovdiv il 29 aprile 1977. Conseguì un master in giornalismo e comunicazioni presso l'Università di Sofia.
Nel 2007 fu eletta al Parlamento europeo all'interno del PPE, ma non venne riconfermata nel 2009. Alle elezioni parlamentari del 2023 venne nominata membro dell'Assemblea nazionale, rimanendo in carica fino alla morte, avvenuta a Pazardžik il 6 maggio 2024, all'età di 47 anni.